# Sint-Trinitatiskerk (Altona)
De Sint-Trinitatiskerk in de binnenstad van Altona was de hoofdkerk van de voormalige stad Altona, tegenwoordig een stadsdeel van Hamburg. Het barokke kerkgebouw werd na de verwoesting in de Tweede Wereldoorlog tot 1969 in oude vormen hersteld met een eigentijdse inrichting.

## Bouw en beschrijving

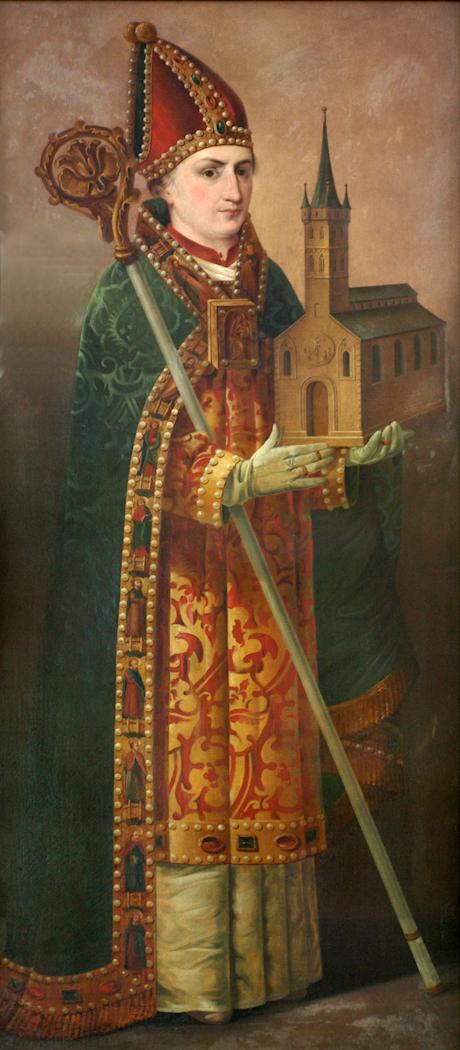
Het in 2006 teruggekeerde schilderij van Sint-Ansgarius

Op de plaats van de huidige kerk bevond zich reeds een kerk uit de jaren 1649-1650, die oorspronkelijk tot het parochiegebied van Ottensen behoorde. Daarvan werd de toren reeds in 1686 afgebroken en van 1688 tot 1694 vervangen door een nieuwe, 70 meter hoge toren. De timmermeester Jacob Bläser ontwierp een spits in Nederlandse stijl bestaande uit een meervoudige helm afgesloten met een naaldspits. Uiteraard moest de kerk kunnen concurreren met de kerken uit het naburige Hamburg, de grote concurrent van de Deense stad Altona. Opvallend zijn dan ook de overeenkomsten van de torenspitsen van de Trinitatiskerk en de Catharinakerk in Hamburg. De toren van de Trinitatiskerk zou later model staan voor de nieuwe spits van de Sint-Laurentiuskerk in Tönning.
Nadat de oude kerk in de loop der tijd niet meer aan de eisen voldeed, besloot men tot de bouw van een nieuw godshuis. De architect Cay Dose ontving de opdracht en liet van 1742 tot 1743 een nieuwe hoofdkerk verrijzen als een centraalbouw in kruisvorm. De monogrammen van de Deense koningen Christiaan V en Christiaan VI aan de portalen onderstreepten het belang dat de nieuwe kerk in de destijds op een na grootste stad van het Deense rijk kreeg toegeschreven.
Het interieur werd net als de latere Sint-Michielskerk in Hamburg als een preekkerk ingericht. Galerijen en loges omsloten de ruimte voor de kerkelijke gemeente, die zich geheel oriënteerde op de grote kansel, terwijl een barok altaar aan de oostelijke zijde werd geplaatst. Twee elkaar kruisende tongewelven overdekten de binnenruimte en vormden op het snijpunt van de vier kruisarmen de viering, waarboven zich een grote dakruiter verhief. De kerk kreeg een luisterrijke barokke inrichting, waarvan tegenwoordig slechts nog oude afbeeldingen getuigen.
Aan de kerk werd in de loop der tijd weinig veranderd. Pas tegen het einde van de 19e eeuw voegde men aan de aanvankelijk nuchter uitgevoerde torengevel enkele neobarokke decoratieve elementen toe.
In reactie op de gewelddadige gebeurtenissen tussen communisten en nationaalsocialisten op 17 juli 1932, een dag die bekend werd onder de naam Altonaer Blutsonntag, werd op 11 januari 1933 in de Trinitatiskerk een door 23 geestelijken ondertekende verklaring voorgelezen, de zogenaamde Altonaer Bekenntnis. De verklaring richtte zich tegen het politieke extremisme van die tijd en geldt als het eerste belangrijke document van het kerkelijk verzet tegen het nationaalsocialisme, dat zich iets later in de Bekennende Kirche organiseerde.

## 24 juli 1943
De tegenwoordig nagenoeg geïsoleerd gelegen kerk vormde ooit samen met het enkele straten verderop gelegen oude raadhuis de twee brandpunten van de planmatig aangelegde stad Altona. Beide gebouwen samen waren een mooi voorbeeld van de barokke stadsarchitectuur van de 18e eeuw. Ze werden in juli 1943 tijdens de Operation Gomorrha zo goed als geheel vernietigd. Het interieur van de kerk brandde geheel uit, de torenspits stortte in en alleen de buitenmuren en de stomp van de toren overleefden de vuurstormen.

## Herbouw
De reconstructie van de kerk vond in de jaren 1954-1969 plaats, al zag men af van het herstel van de 19e-eeuwse neobarokke gevelversiering. Voor het interieur koos men echter voor een moderne oplossing. Het altaar bevindt zich tegenwoordig onder de viering en niet meer aan de oostkant van de kerk, driezijdig omgeven door de kerkbanken voor de gemeente. De vierde zijde vormt een doopruimte en in het koor bevindt zich achter een halfrond hek een ruimte voor het zangkoor, het orkest en het grote nieuwe orgel.
Voor de verbinding van oud en nieuw werd de gereconstrueerde kerk in 1970 onderscheiden met de Hamburger Architectuurprijs als voorbeeldig bouwwerk.
Trots is de kerkelijke gemeente op het enige bewaarde middeleeuwse voorwerp in de kerk, een uit eikenhout gesneden crucifix uit de 13e eeuw, want de lachende Christus van Altona is in Europa uniek.
Het schilderij met een levensgrote voorstelling van Sint-Ansgarius, een werk van Siegfried Detlev Bendixen, overleefde eveneens de bombardementen. Het schilderij werd in 1823 gemaakt en in 1940 uit de kerk gehaald om het te laten restaureren. Ten tijde van de verwoesting van de kerk bevond het schilderij zich in het depot van het museum van Altona. Na de oorlog raakte het in de vergetelheid, maar in 2006 keerde het schilderij na een grondige restauratie terug naar de kerk.
Het orgel werd in 1972 door Detlef Kleuker gebouwd en van november 2010 tot juli 2011 door Claus Sebastian grondig nagekeken. Het instrument bezit 45 registers met mechanische speeltractuur en elektrisch regeerwerk.